# Стрийт пънк
Стрийт пънкът (street punk) или стрийтпънк (streetpunk) е поджанр на пънк рока, откриващ своите основи в живота на работническата класа в началото на 80-те години. Той е отчасти реакция срещу първата вълна на британския пънк, която е почувствана като твърде претенциозна в музикалния си образ и звучене. Стрийт пънкът възниква от стила ой (или ой!), представители на който са групи като Шам 69, Анджелик Ъпстартс, Кокни Реджектс и Кок Спарър. Стрийтпънкът, обаче, разширява границите на първоначалния ой. Той има много по-колоритен имидж от работническия или скинхед вид на много от ой групите. Последователите му носят коса, боядисана в повече от един цвята; прически мохок; кожени жилетки с инкрустирани шипове, както и дрехи с политически призиви или имената на пънк групите.